# Frisia (región histórica)
Frisia ( /ˈfrɪzɪə,ˈfriːʒə/) es una región cultural transfronteriza del noroeste de Europa. Extendiéndose a lo largo del mar de Frisia, abarca el norte de los Países Bajos y partes del noroeste de Alemania. Definiciones más amplias de «Frisia» pueden incluir la isla de Rømø y las demás islas danesas del mar de Frisia. La región está habitada tradicionalmente por los frisones, un grupo étnico germánico occidental.

## Etimología
El nombre actual de la región proviene del latín Frisii, un etnónimo usado para un antiguo grupo étnico que se ubicaba en el actual noroeste de Alemania, posiblemente un préstamo del protogermánico frisaz, que significa «rizado, crujiente», presumiblemente en referencia al cabello de los miembros de dicho grupo étnico. En algunas zonas, la traducción local de «Frisia» se utiliza para referirse a otra subregión. En las islas Frisias septentrionales, por ejemplo, «Frisia» y «frisios» se refieren a los habitantes de la parte continental de Frisia septentrional. En frisón de Saterland, el término Fräislound se refiere específicamente a Frisia oriental.
Durante la ocupación francesa de los Países Bajos, el nombre del departamento de Frisia era Frise. En inglés, tanto «Frisia» como «Friesland» ( /ˈfriːzlənd/) pueden usarse indistintamente para referirse a la región.

## Subdivisiones
Frisia tiene una superficie, en sentido estricto, de 9 378,7 km² y en sentido amplio, de 13 482,7 km². Igualmente, cuenta con una población, en sentido estricto, de 1 475 380 habitantes y en sentido amplio, de 2 678 792 habitantes (en 2020). La región se divide comúnmente en tres secciones:
- Frisia occidental, en los Países Bajos, corresponde aproximadamente a la provincia de Frisia (Fryslân). En un sentido más amplio, también incluye Frisia Occidental en el norte de Holanda Septentrional y Ommelanden, en la provincia de Groninga, aunque el frisón occidental solo se habla en la Frisia propiamente dicha. Dialectos con fuertes sustratos frisones occidentales, incluyendo el bajo alemán y el bajo franconio, también se hablan en Frisia occidental. En la provincia de Groninga, la gente habla groningués, un dialecto bajo sajón con un fuerte sustrato frisón. La Groninga rural originalmente pertenecía a las tierras frisias «al este de Lauwers» y, por lo tanto, está más estrechamente vinculada a Frisia oriental que al oeste. En Frisia occidental, se habla neerlandés frisón occidental, un dialecto holandés con fuertes influencias frisias.
- Frisia oriental, en la Baja Sajonia (Alemania), corresponde aproximadamente a las regiones históricas de Frisia oriental (Aurich, Leer, Wittmund y Emden) y la Frisia oldemburguesa (Frisia y Wilhelmshaven), así como al municipio de Saterland. En un sentido más amplio, también incluye la península de Butjadingen (antigua Rüstringen) y el Land de Wursten. Generalmente, solo se considera Frisia Oriental propiamente dicha (en alemán, Ostfriesland) se autodenominan frisones orientales. El nombre alemán Ostfriesland distingue a la región histórica de Ost-Friesland, que se refiere a Frisia oriental en su conjunto.
- Frisia septentrional, en Schleswig-Holstein (Alemania), corresponde aproximadamente al distrito de Frisia septentrional y al archipiélago de Helgoland. Incluye las Islas Frisias septentrionales, donde se hablan variedades del idioma frisón septentrional. Se extiende desde el río Eider, al sur, hasta la frontera con Dinamarca, al norte. Hasta la Segunda Guerra de Schleswig en 1864, la región perteneció al Ducado danés de Schleswig.

| Área                 | Estado       | Subdivisión                                     | Bandera | Población (2020) | Área      |
| -------------------- | ------------ | ----------------------------------------------- | ------- | ---------------- | --------- |
| Frisia septentrional | Alemania     | Frisia septentrional                            |         | 167 147          | 2 047 km² |
| Frisia septentrional | Alemania     | Heligoland                                      |         | 1 307            | 1,7 km²   |
| Frisia oriental      | Alemania     | Frisia oriental (Aurich, Emden, Leer, Wittmund) |         | 468 919          | 3 142 km² |
| Frisia oriental      | Alemania     | Frisia oldenburguesa (Frisia, Wilhelmshaven)    |         | 174 160          | 715 km²   |
| Frisia oriental      | Alemania     | Saterland                                       |         | 13 903           | 124 km²   |
| Frisia oriental      | Alemania     | Rüstringen (península deButjadingen)            |         | 45 538           | 423 km²   |
| Frisia oriental      | Alemania     | Land Wursten                                    |         | 17 101           | 182 km²   |
| Frisia occidental    | Países Bajos | Frisia                                          |         | 649 944          | 3 349 km² |
| Frisia occidental    | Países Bajos | Frisia Occidental                               |         | 554 464          | 1 174 km² |
| Frisia occidental    | Países Bajos | Ommelanden (Groningen)                          |         | 586 309          | 2 325 km² |

## Historia

### Época romana
Los pobladores, posteriormente conocidos como frisios, comenzaron a asentarse en Frisia en el siglo VI a.C. Según Plinio el Viejo, en la época romana, los frisios (o más bien sus vecinos cercanos, los caucos) vivían en terps, colinas artificiales. Según otras fuentes, los frisios vivían a lo largo de una extensión más amplia de la costa del Mar del Norte (o Mar de Frisia). En esa época, Frisia comprendía las actuales provincias de Frisia, Groninga, Holanda Septentrional y partes de Holanda Meridional.

### Alta Edad Media

El Reino de Frisia durante su gran expansión.

El reino frisón, siglos VI-VIII d.C.

La presencia frisia durante la Alta Edad Media se ha documentado desde el noroeste de Flandes hasta el estuario del río Weser. Según evidencias arqueológicas, estos frisones no eran los frisones de la época romana, sino descendientes de inmigrantes anglosajones procedentes de la Bahía Alemana, que llegaron durante la Gran Migración. Hacia el siglo VIII, los frisones étnicos también comenzaron a colonizar las zonas costeras al norte del río Eider bajo dominio danés. Las nacientes lenguas frisias se hablaban a lo largo de la costa sur del Mar del Norte. Hoy en día, a toda la región se la conoce como Gran Frisia (en latín: Frisia Magna).
Autores distintos parecen haber hecho poca distinción entre frisones y sajones. El bizantino Procopio de Cesarea describió tres pueblos que vivían en Gran Bretaña: anglos, frisones y britanos, y el autor danés de Knútsdrápa, que celebra a Canuto el Grande del siglo XI, usó «frisones» como sinónimo de «ingleses». El historiador y sociólogo George Homans ha defendido la dominación cultural frisia en Anglia Oriental desde el siglo V, señalando distintos sistemas de tenencia de tierras en carucadas (que formaban aldeas reunidas en tribunales señoriales locales), patrones de herencia fraccionables de tierras comunales en posesión de parientes, resistencia al señorío y otras instituciones sociales. Algunas fuentes de Anglia Oriental llamaban varnos a los habitantes del área, en lugar de frisones.
Durante los siglos VII y VIII, las cronologías francas mencionan los Países Bajos del norte como el reino de los frisones. Según las leyendas medievales, este reino comprendía la seelande septentrional. Provincias de los Países Bajos, desde el río Escalda hasta el río Weser y más al este. La investigación arqueológica no confirma esta idea, ya que los pequeños reinos parecen haber sido bastante pequeños y de corta duración.
Los primeros registros frisones nombran cuatro clases sociales: los ethelings (nobiles en documentos latinos) y frilings, quienes juntos formaban los «frisones libres» que podían demandar en la corte, y los laten o liten con los esclavos, que fueron absorbidos por los laten durante la Alta Edad Media, ya que la esclavitud no fue tanto abolida formalmente, sino evaporada. Los laten eran arrendatarios de tierras que no poseían y podían estar vinculados a ellas como siervos, pero en épocas posteriores podían comprar su libertad.
La unidad básica de tenencia de la tierra para la evaluación de impuestos y contribuciones militares era, según Homans, el ploegg (arado) o el teen (diezmo o hundred), que, sin embargo, también tenía otros nombres locales. El teen se comprometía a proporcionar diez hombres para el heer, o ejército. El ploegg o teen formaba una unidad cuyos miembros eran colectivamente responsables del desempeño de cualquiera de los hombres. El ploegg o rott de Frisia oriental era una propiedad compacta que se originó con un solo linaje o parentesco, cuyos hombres, en la antigüedad, iban a la guerra bajo el mando de su jefe, y se transformó en la época medieval en una unión de vecinos en lugar de parientes. Varios ploeggs, a menudo tres, se agrupaban en un burar, cuyos miembros controlaban y adjudicaban el uso de los pastos (pero no la labranza) que los ploeggs poseían en común, y llegaron a encargarse de los caminos, las zanjas y los diques. Doce ploeggs componían un hundred «largo», encargado de abastecer a cien hombres armados, cuatro de los cuales hacían un go (Gau). Las ideas de Homans, basadas en gran medida en estudios que ahora se consideran obsoletos, no han sido retomadas por los estudiosos continentales.
El Reino Frisón del siglo VII (650-734), bajo los reyes Aldegisel y Radbod, tenía su centro de poder en la ciudad de Utrecht. Su antiguo derecho consuetudinario se redactó como la Lex Frisionum a finales del siglo VIII. Su fin llegó en 734 con la Batalla de Boarn, cuando los frisones fueron derrotados por los francos, quienes conquistaron la parte occidental hasta el río Lauwers. Las tropas francas conquistaron la zona al este del río Lauwers en 785, después de que Carlomagno derrotara al líder sajón Widukind. Los carolingios pusieron Frisia bajo la ley de grownan, un título que se ha relacionado vagamente con el de conde en su sentido primitivo de «gobernador» en lugar de «señor feudal».
Durante los siglos VII al X, los comerciantes y capitanes frisones desempeñaron un papel importante en el comercio internacional de lujo, estableciendo distritos comerciales en ciudades distantes como Sigtuna, Hedeby, Ribe, York, Londres, Duisburgo, Colonia, Maguncia y Worms.
El establecimiento de la red comercial frisia desempeñó un papel fundamental en el mantenimiento de la paz regional a finales de la Edad Media. Mientras la violencia interpersonal aumentaba en casi toda Europa, el norte de Europa, y en especial Frisia, lograron mantener bajos niveles de violencia gracias, en parte, a su sociedad bien desarrollada y a un Estado de derecho consolidado, fruto de un comercio extensivo.
Las zonas costeras frisias estuvieron parcialmente ocupadas por vikingos daneses en la década de 840, hasta que fueron expulsados entre 885 y 920. Recientemente, se ha sugerido que los vikingos no conquistaron Frisia, sino que se asentaron pacíficamente en ciertos distritos (como las islas de Walcheren y Wieringen), donde construyeron fuertes sencillos y cooperaron y comerciaron con los frisones nativos. Uno de sus líderes fue Rorik de Dorestad .

### Liga Upstalsboom
Durante el siglo XII, los nobles frisones y la ciudad de Groninga fundaron la Liga Upstalsboom bajo el lema de la «libertad frisia» para contrarrestar las tendencias feudalizadoras. La liga estaba formada por las actuales Frisia, Groninga, Frisia oriental, Harlingerland, Jever y Rüstringen. Los distritos frisones de Frisia occidental, al oeste del Zuiderzee, no participaron, ni tampoco los distritos al norte del río Eider, a lo largo de la costa danesa del Mar del Norte (Schleswig-Holstein). Los primeros fueron ocupados por el conde de Holanda en 1289, y los segundos por el duque de Schleswig y el rey de Dinamarca. Lo mismo ocurrió con el distrito de Land Wursten, al este del río Weser. La Liga de Upstalsboom se restableció a principios del siglo XIV, pero se derrumbó después de 1337. Para entonces, la ciudad no frisia de Groningen tomó el liderazgo de los distritos costeros independientes.

### SigloXV

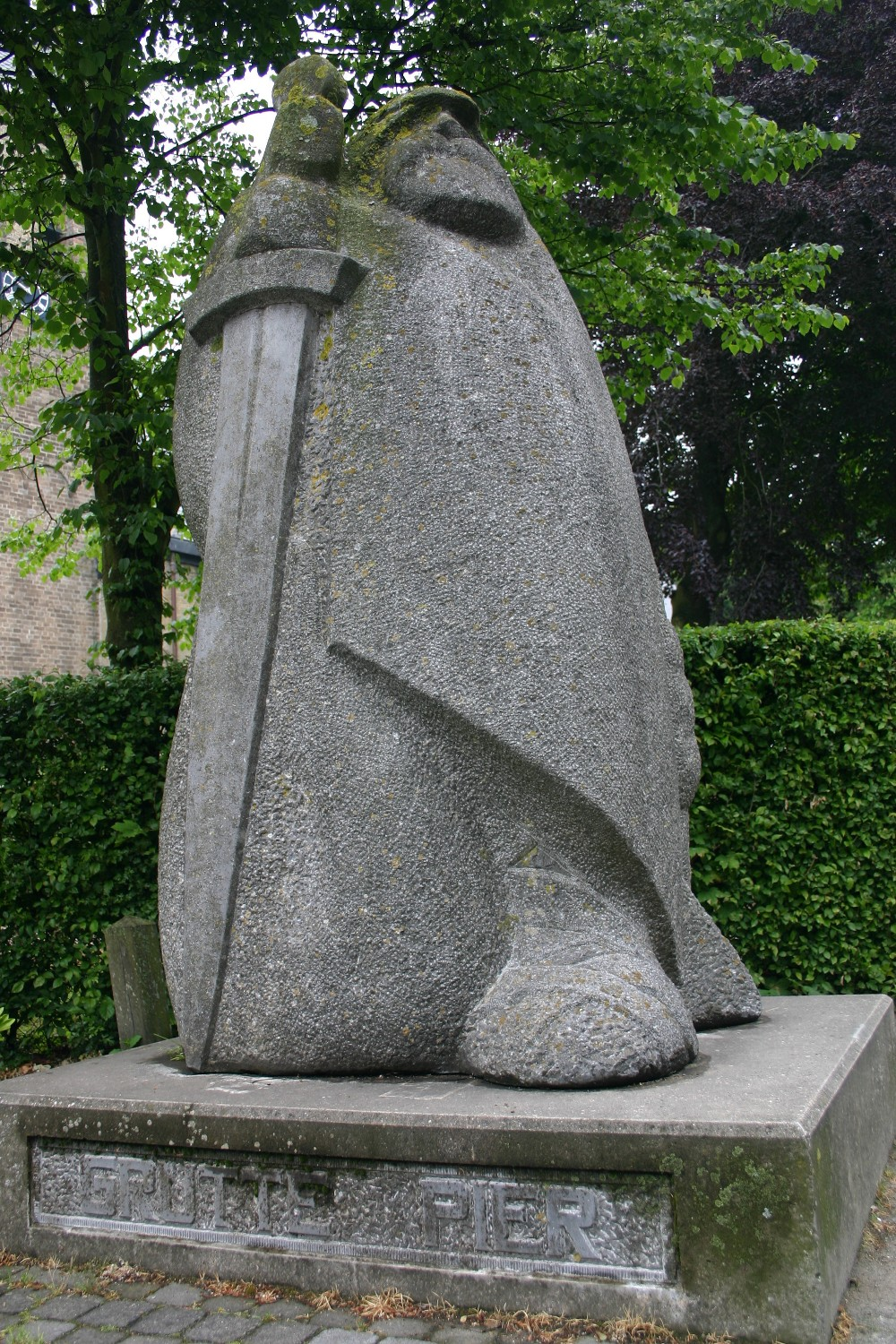
Estatua de Pier Gerlofs Donia, conocido por su legendaria fuerza y tamaño.

El siglo XV presenció el ocaso del republicanismo frisón. En Frisia oriental, un noble destacado de la familia Cirksena logró derrotar a sus competidores con la ayuda de la Liga Hanseática. En 1464 adquirió el título de conde de Frisia oriental. El rey de Dinamarca logró someter los distritos costeros al norte del río Eider. Las provincias holandesas de Frisia y Groninga permanecieron independientes hasta 1498. Para entonces, Frisia había sido conquistada por el duque Alberto de Sajonia-Meissen. La ciudad de Groninga, que había comenzado a dominar los distritos rurales circundantes, se rindió al conde Edzard de Frisia oriental en 1506. La ciudad transfirió sus privilegios restantes al Imperio de los Habsburgo en 1536. El distrito de Butjadingen (anteriormente Rüstringen) fue ocupado por el conde de Oldemburgo en 1514, y el Land Wursten por el príncipe-obispo de Bremen en 1525.

### Edad moderna
A principios del siglo XVI, el pirata y luchador por la libertad Pier Gerlofs Donia (Grutte Pier) desafió la autoridad sajona en Frisia durante una prolongada guerra de guerrillas, respaldado por el duque de Güeldres. Tuvo varias victorias y era temido por las autoridades holandesas, pero murió como granjero en 1520. Según la leyenda, medía dos metros y medio. Una estatua de Grutte Pier, obra de Anne Woudwijk se construyó en Kimswert en 1985.
En la década de 1560, muchos frisones se unieron a la revuelta liderada por Guillermo de Orange contra la monarquía de los Habsburgo. En 1577, la provincia de Frisia se incorporó a la naciente República Neerlandesa, tras la firma de sus representantes de la Unión de Utrech. La ciudad de Groninga fue conquistada por los neerlandeses en 1594. Desde entonces, la pertenencia a la República Neerlandesa se percibía como una garantía para la preservación de las libertades civiles. Sin embargo, el poder real fue usurpado por la nobleza terrateniente. Las protestas contra el gobierno aristocrático dieron lugar a un movimiento democrático en la década de 1780.

## Territorios frisones
- Cuando Frisia occidental fue conquistada por el Condado de Holanda en 1289, este fue el final de una serie de guerras entre el condado de Holanda y Frisia que comenzaron a finales del siglo XI. La conquista holandesa ocurrió inmediatamente después de la desastrosa inundación de Santa Lucía en la que murieron muchos frisios en el área. Después de la conquista, el distrito de Frisia occidental, que también comprendía las islas de Wieringen, Texel y Vlieland, tuvo sus propios escaños en los Estados de Holanda y Frisia Occidental. Cuando la provincia de Holanda se dividió en la reforma constitucional de 1840, Frisia Occidental pasó a formar parte de Holanda Septentrional. El nombre de Frisia Occidental también ha sido utilizado por una junta administrativa intercomunitaria (samenwerkingsregio) y una junta de aguas.
- Frisia se convirtió en miembro independiente de la República Neerlandesa en 1581. Actualmente es una provincia neerlandesa, que en 1996 pasó a llamarse Fryslân .
- Las islas de Terschelling, Ameland y Schiermonnikoog eran señoríos independientes, que se integraron en la provincia de Frisia durante los siglos XIX y XX.
- Groninga, antiguamente Stad en Lande (la ciudad de Groninga y sus alrededores), se incorporó a la República Neerlandesa en 1594. Actualmente es una provincia neerlandesa. Por lo general, sus habitantes no consideran su provincia parte de Frisia, aunque la zona mantiene numerosos vínculos culturales con la vecina Frisia oriental.
- Frisia oriental fue un condado independiente desde 1464, y posteriormente un principado dentro del Sacro Imperio Romano Germánico hasta 1744. Para entonces, fue anexionada por el Reino de Prusia. Tras un período de dominio neerlandés y francés, pasó a formar parte del Reino de Hannover en 1814, que fue anexionado por Prusia en 1866. Actualmente, consta de varios distritos dentro del estado federado de Baja Sajonia, en la República Federal de Alemania.
- Harlingerland era un señorío heredado por el conde de Frisia oriental en 1600.
- Jever fue un señorío, anexado por el condado de Oldemburgo en 1573 y, después de un período prolongado de dominio de Sajonia-Anhalt, Rusia, Países Bajos y Francia, se reunió con Oldemburgo en 1814. Ahora es parte del distrito de Frisia dentro del estado federado de Baja Sajonia.
- Kniphausen era un señorío, separado del condado de Oldemburgo en 1667 y reunido con sus alrededores en 1854 (efectivamente en 1813).
- Saterland era un pequeño distrito frisón bajo el príncipe-obispo de Münster, en 1814 asignado al Reino de Hannover.
- Butjadingen era una república costera, un remanente del distrito de Rüstringen, en gran parte sumergido. Fue conquistada por el conde de Oldemburgo en 1514. Tras un período de dominio danés, pasó a formar parte del Ducado de Oldemburgo en 1774, que permaneció como un estado prácticamente independiente dentro del Imperio alemán hasta 1918. Butjadingen forma actualmente parte del distrito de Wesermarsch, dentro del estado federado de Baja Sajonia.
- El Land de Würsten fue una república costera conquistada por el príncipe obispo de Bremen en 1525. Pasó a formar parte del Ducado de Bremen-Verden. Este último, tras un período de dominio sueco, se integró al Reino de Hannover en 1715. Actualmente forma parte del distrito de Cuxhaven, dentro del estado federado de Baja Sajonia.
- Frisia septentrional correspondía originalmente a Uthlande en el Reino de Dinamarca. Posteriormente, Frisia septentrional pasó a formar parte del Ducado danés de Schleswig (o Jutlandia Meridional, Sønderjylland) y de los enclaves reales (Kongerigske enklaver) del Reino de Dinamarca . El ducado fue conquistado por Prusia en 1864. Actualmente forma un distrito dentro del estado federado de Schleswig-Holstein. Helgoland forma parte del distrito de Pinneberg. Frisia septentrional nunca formó parte del Sacro Imperio Romano Germánico.

## Regionalismo contemporáneo
A finales del siglo XIX y principios del XX, la «libertad frisia» se convirtió en el lema de un movimiento regionalista en Frisia, que exigía la igualdad de derechos para la lengua y la cultura frisias en los Países Bajos. El frisón occidental y sus dialectos urbanos son hablados por la mayoría de los habitantes. En Frisia oriental, la idea de la «libertad frisia» también se entrelazó con sentimientos regionales, aunque el frisón oriental había sido reemplazado por dialectos del bajo alemán ya en el siglo XV. En Groninga, por otro lado, los sentimientos frisones se desvanecieron a finales del siglo XVI. En Frisia septentrional, los sentimientos regionales se concentran en los dialectos frisones septentrionales supervivientes, hablados por una minoría considerable de la población, aunque el bajo alemán está mucho más extendido.

### Partidos políticos regionales
| Partido político | Partido político | Partido político                                                          | Activo en        | Representación                                                                    | Afiliación europea |
| ---------------- | ---------------- | ------------------------------------------------------------------------- | ---------------- | --------------------------------------------------------------------------------- | ------------------ |
|                  | FNP              | Partido Nacional Frisón Fryske Nasjonale Partij                           | Frisia           | - Senado de los Países Bajos - Consejo Provincial de Frisia                       | ALE                |
|                  | SSW              | Asociación de votantes de Schleswig del Sur Söödslaswiksche Wäälerferbånd | Frisia del Norte | - Parlamento Federal de Alemania - Parlamento Regional Schleswigense-Holsteiniano | ALE                |

## Idiomas
Medio millón de frisones en la provincia de Frisia en los Países Bajos hablan frisón occidental.  Varios miles de personas en Frisia septentrional y Heligoland en Alemania hablan diversos dialectos del frisón septentrional. Un pequeño número de hablantes del idioma frisón de Saterland vive en cuatro pueblos de Baja Sajonia, en la región de Saterland del condado de Cloppenburg, poco más allá de los límites de la tradicional Frisia oriental. Muchos frisones hablan dialectos del bajo sajón que tienen un sustrato frisón conocido como friso-sajón, especialmente en Frisia oriental, donde los dialectos locales se llaman Oostfräisk (frisón oriental) u Oostfräisk Plat (bajo alemán de Frisia oriental). En las provincias de Frisia y Groninga, así como en Frisia del Norte, también hay áreas donde se hablan predominantemente dialectos friso-sajones, como Groningen. En Frisia occidental hay dialectos del neerlandés con influencia del frisón occidental, como el neerlandés de Frisia occidental y el stadsfries.

## Mapas

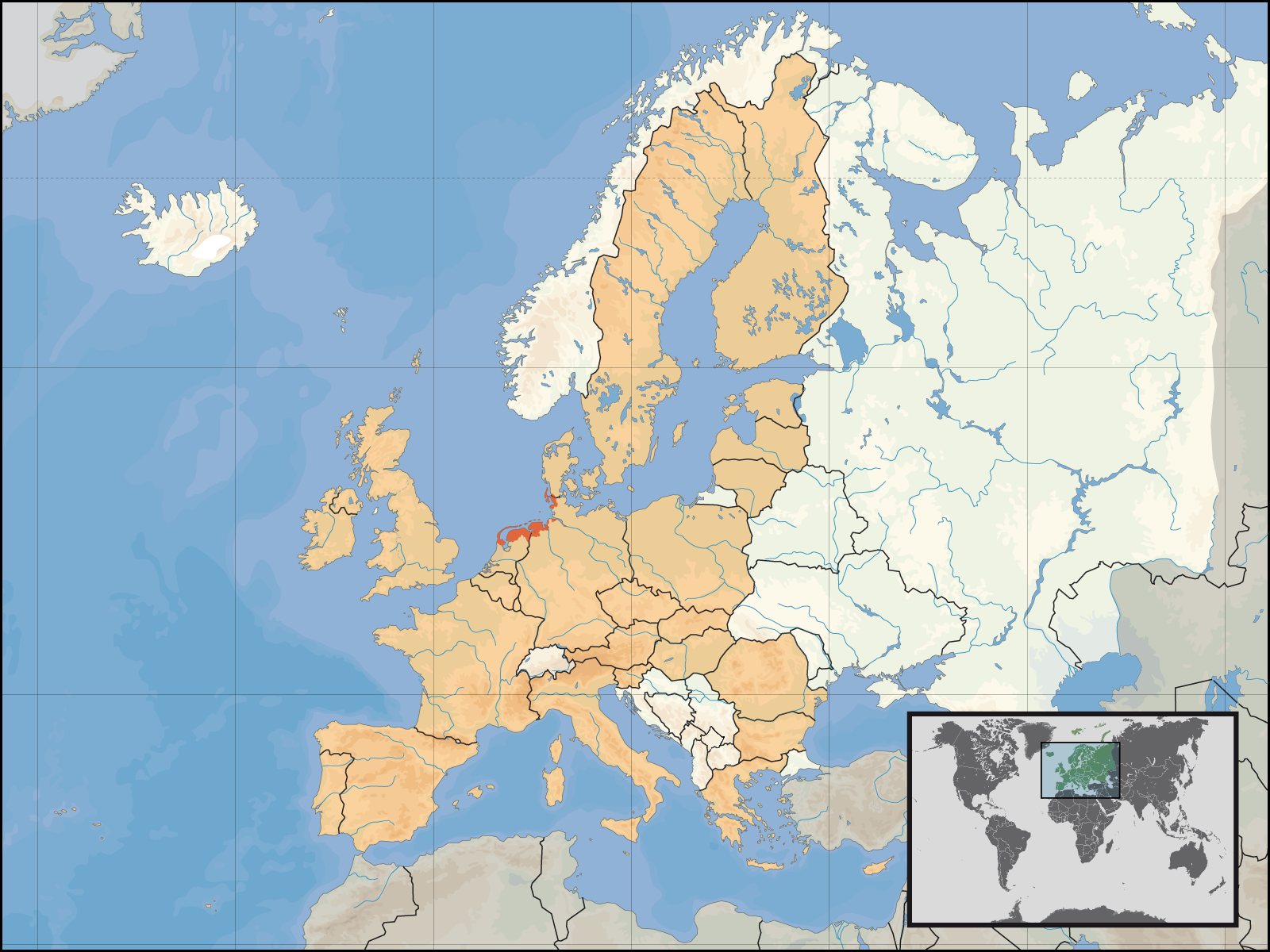
Ubicación de Frisia (naranja oscuro) en Europa.
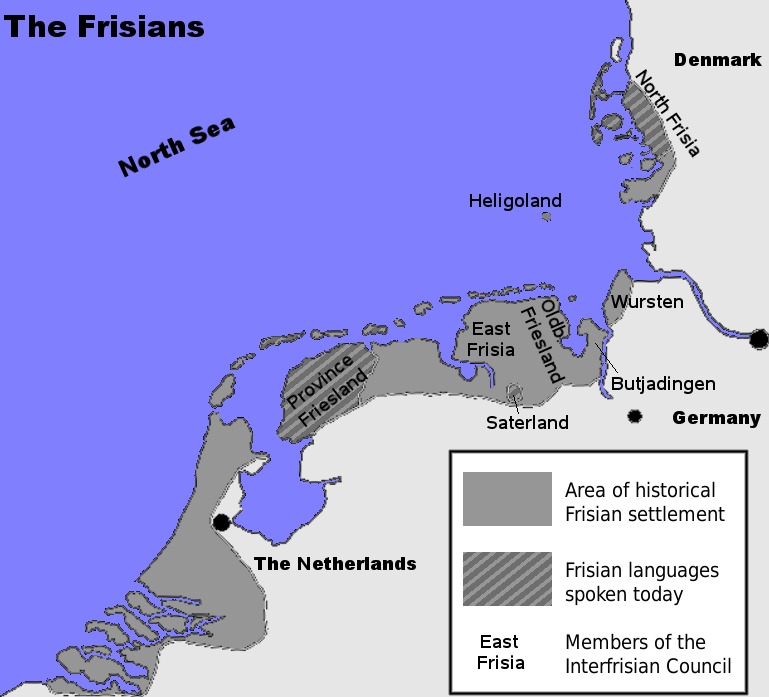
Áreas de asentamiento histórico de los frisones y zonas donde se habla una lengua frisona.
Los territorios frisones de Baja Sajonia (Frisia oriental).
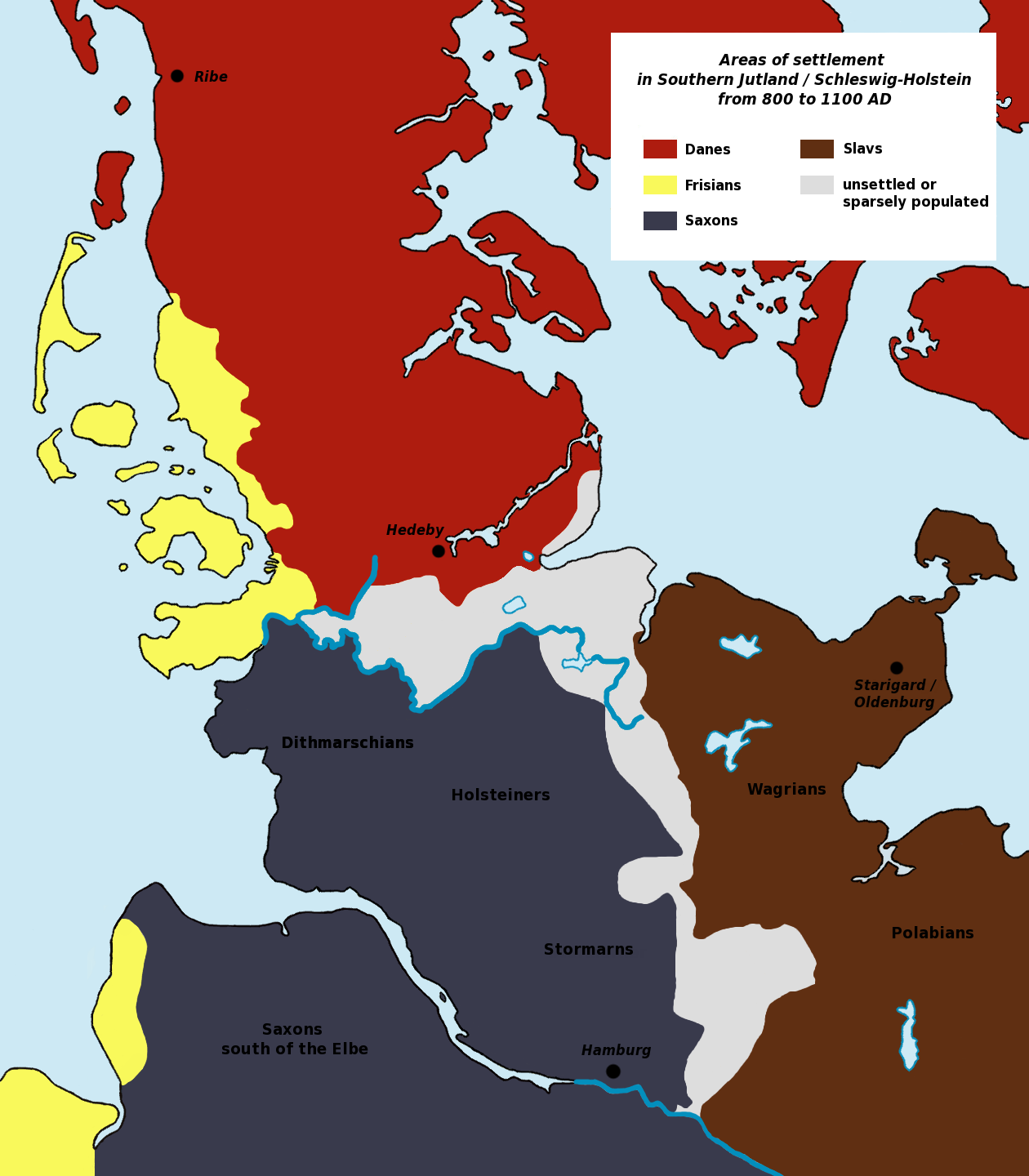
Colonización frisia (amarilla) del suroeste de Jutlandia durante la era vikinga.
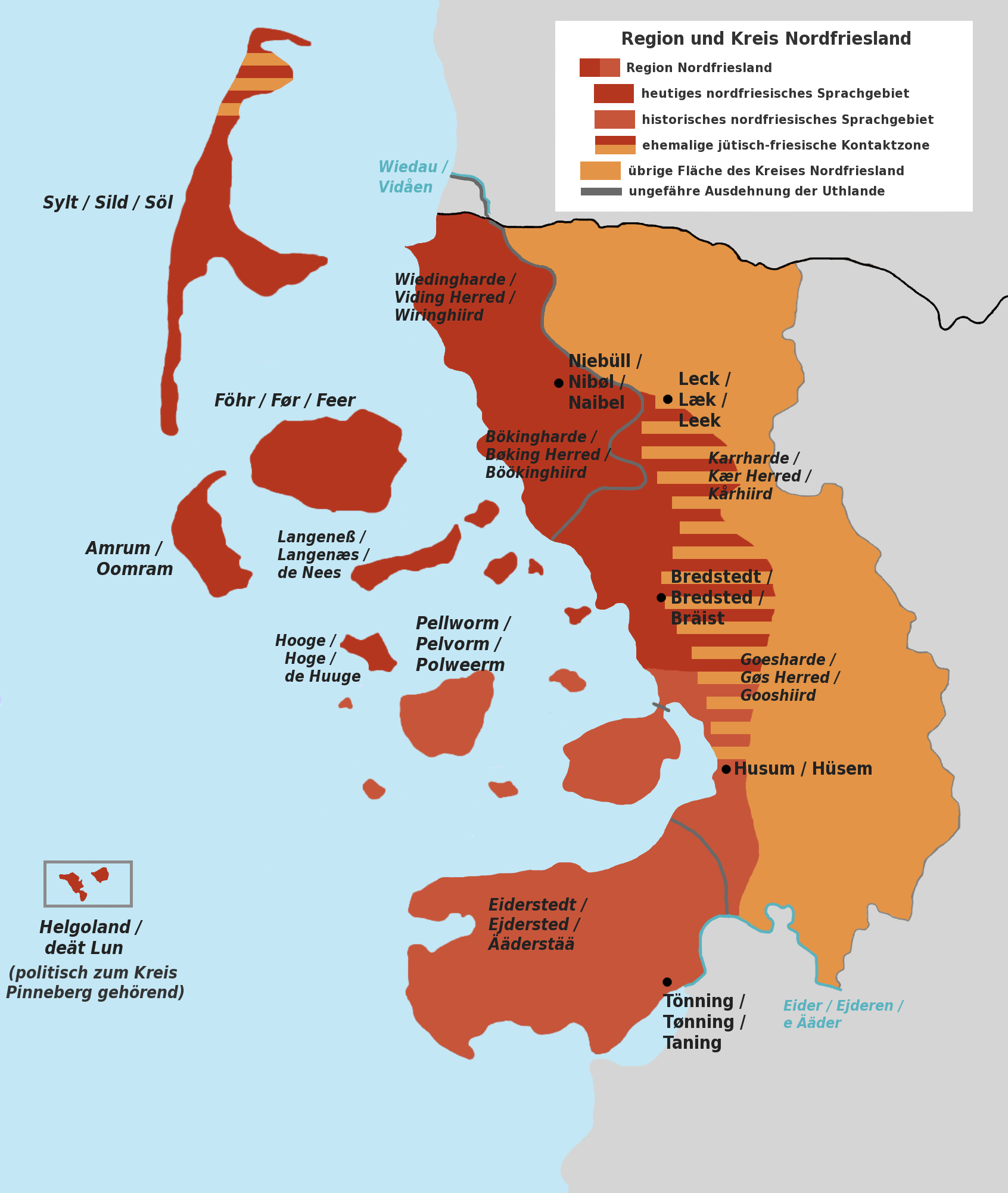
Diferencia entre la región histórica y el distrito actual de Frisia septentrional.